# 溫菲爾德 (喬治亞州)
溫菲爾德（英語：Winfield）是位於美國喬治亞州哥倫比亞縣的一個非建制地區。該地的面積和人口皆未知。

## 地理
溫菲爾德的座標為33°36′22″N 82°23′48″W / 33.60611°N 82.39667°W，而該地的平均海拔高度為151米（即495英尺）。